# Halowe Mistrzostwa Świata w Lekkoatletyce 2004 – bieg na 200 m mężczyzn
Bieg na 200 m mężczyzn – jedna z konkurencji rozgrywanych podczas halowych mistrzostw świata w lekkoatletyce w 2004. Eliminacje i półfinały odbyły się 6 marca, a finał został rozegrany 7 marca.
Do eliminacji zgłoszonych zostało 29 zawodników z 23 państw.
Zawody w tej konkurencji wygrał reprezentant Bahamów Dominic Demeritte. Drugą pozycję zajął zawodnik ze Szwecji Johan Wissman, trzecią zaś reprezentujący Niemcy Tobias Unger.

## Wyniki

### Eliminacje
Źródło:
Bieg 1
| Miejsce | Zawodnik         | Państwo  | Wynik | Uwagi |
| ------- | ---------------- | -------- | ----- | ----- |
| 1.      | Joseph Batangdon | Kamerun  | 21,01 |       |
| 2.      | Jimmy Melfort    | Francja  | 21,05 |       |
| 3.      | Paul Hession     | Irlandia | 21,12 |       |
| 4.      | Heber Viera      | Urugwaj  | 21,36 | NR    |
| 5.      | Marcelo Figueroa | Salwador | 22,80 | NR    |

Bieg 2
| Miejsce | Zawodnik        | Państwo  | Wynik | Uwagi |
| ------- | --------------- | -------- | ----- | ----- |
| 1.      | Johan Wissman   | Szwecja  | 20,96 |       |
| 2.      | Paul Brizzel    | Irlandia | 21,12 |       |
| 3.      | Louis Tristán   | Peru     | 22,78 | SB    |
| –       | Matic Osovnikar | Słowenia | DNS   |       |

Bieg 3
| Miejsce | Zawodnik         | Państwo        | Wynik | Uwagi |
| ------- | ---------------- | -------------- | ----- | ----- |
| 1.      | Tobias Unger     | Niemcy         | 20,98 |       |
| 2.      | David Alerte     | Francja        | 21,15 |       |
| 3.      | LaTonel Williams | Jamajka        | 21,34 |       |
| 4.      | Chris Walasi     | Wyspy Salomona | 23,83 | PB    |

Bieg 4
| Miejsce | Zawodnik              | Państwo         | Wynik | Uwagi |
| ------- | --------------------- | --------------- | ----- | ----- |
| 1.      | Dominic Demeritte     | Bahamy          | 20,99 |       |
| 2.      | Tim Abeyie            | Wielka Brytania | 21,23 |       |
| 3.      | Cláudio Roberto Souza | Brazylia        | 21,39 |       |
| 4.      | Hamoud Al-Dalhami     | Oman            | 21,97 | NR    |

Bieg 5
| Miejsce | Zawodnik           | Państwo  | Wynik | Uwagi |
| ------- | ------------------ | -------- | ----- | ----- |
| 1.      | Sebastian Ernst    | Niemcy   | 20,91 |       |
| 2.      | Frankie Fredericks | Namibia  | 20,98 |       |
| 3.      | Marcin Jędrusiński | Polska   | 21,02 |       |
| –       | Sultan Saeed       | Malediwy | DSQ   |       |

Bieg 6
| Miejsce | Zawodnik        | Państwo           | Wynik | Uwagi |
| ------- | --------------- | ----------------- | ----- | ----- |
| 1.      | Allyn Condon    | Wielka Brytania   | 21,06 |       |
| 2.      | Coby Miller     | Stany Zjednoczone | 21,32 |       |
| 3.      | Oleg Siergiejew | Rosja             | 21,55 |       |
| 4.      | Russel Roman    | Palau             | 23,68 | NR    |

Bieg 7
| Miejsce | Zawodnik       | Państwo           | Wynik | Uwagi |
| ------- | -------------- | ----------------- | ----- | ----- |
| 1.      | Marcin Urbaś   | Polska            | 20,79 | SB    |
| 2.      | Jimmie Hackley | Stany Zjednoczone | 20,95 |       |
| 3.      | Géza Pauer     | Węgry             | 21,62 |       |
| –       | Jorge Conde    | Nikaragua         | DSQ   |       |

### Półfinały
Źródło:
Bieg 1
| Miejsce | Zawodnik         | Państwo           | Wynik | Uwagi |
| ------- | ---------------- | ----------------- | ----- | ----- |
| 1.      | Joseph Batangdon | Kamerun           | 20,86 |       |
| 2.      | Marcin Urbaś     | Polska            | 20,87 |       |
| 3.      | Allyn Condon     | Wielka Brytania   | 20,89 |       |
| 4.      | David Alerte     | Francja           | 21,45 |       |
| 5.      | Coby Miller      | Stany Zjednoczone | 21,95 |       |

Bieg 2
| Miejsce | Zawodnik           | Państwo | Wynik | Uwagi |
| ------- | ------------------ | ------- | ----- | ----- |
| 1.      | Johan Wissman      | Szwecja | 20,72 |       |
| 2.      | Tobias Unger       | Niemcy  | 20,87 |       |
| 3.      | Marcin Jędrusiński | Polska  | 21,12 |       |
| 4.      | Jimmy Melfort      | Francja | 21,28 |       |
| –       | Frankie Fredericks | Namibia | DNS   |       |

Bieg 3
| Miejsce | Zawodnik          | Państwo           | Wynik | Uwagi |
| ------- | ----------------- | ----------------- | ----- | ----- |
| 1.      | Dominic Demeritte | Bahamy            | 20,75 | SB    |
| 2.      | Jimmie Hackley    | Stany Zjednoczone | 20,94 |       |
| 3.      | Sebastian Ernst   | Niemcy            | 21,02 |       |
| 4.      | Tim Abeyie        | Wielka Brytania   | 21,80 |       |
| –       | Paul Brizzel      | Irlandia          | DNS   |       |

### Finał
Źródło:
| Miejsce | Zawodnik          | Państwo           | Wynik | Uwagi |
| ------- | ----------------- | ----------------- | ----- | ----- |
| 01 !    | Dominic Demeritte | Bahamy            | 20,66 | NR    |
| 02 !    | Johan Wissman     | Szwecja           | 20,72 |       |
| 03 !    | Tobias Unger      | Niemcy            | 21,02 |       |
| 4.      | Joseph Batangdon  | Kamerun           | 21,16 |       |
| 5.      | Jimmie Hackley    | Stany Zjednoczone | 21,35 |       |
| 6.      | Marcin Urbaś      | Polska            | 21,49 |       |